# Полуян Тимофій Андрійович
Тимофій Андрійович Полуя́н (нар. 10 січня 1998, Харків) — український волейболіст, догравальник, гравець збірної України та грецького клубу  «АОНС Мілон».

## Життєпис
Народився 10 січня 1998 року в Харкові. Розпочав займатися волейболом у Харкові. Перший контракт підписав із  харківським «Локомотивом», де не був ключовим гравцем. Але отримав золоті медалі чемпіонату України. Після закінчення сезону покинув «Локомотив». 
Був капітаном молодіжної збірної України з волейболу, яка здобула право виступати у вирішальній частині першості світу-2017.
Сезон 2017-2018 розпочинає у вінницькому «МХП-Вінниця», де стає ключовим гравцем команди. Після закінчення сезону покинув команду. 
Вирушив у закордонний вояж до Словенії, де підписав контракт із «Любляною» з однойменного міста Любляна. Допоміг стати чемпіоном Словенії. 
Сезон 2019—2020 розпочав у хорватській «Младості» Загреб. Відігравши 19 матчів, покидає команду. Другу частина сезону 2019—2020 розпочинає в китайському «Чжецзяні». 

Нападник збірної України Полуян продовжить кар'єру в ОАЕ в команді «Аль Айні». 
У травні 2021 ЗМІ повідомили, що Тимофій перейшов до турецького клубу «Сорґун Беледієспор».
Сезон 2022-2023 розпочав у першій лізі Туреччини, де здобув срібні медалі чемпіонату. У кінці сезону поїхав догравати в Китай до партнера по збірній України Синиці Юрія, у команду «Хебей». 
На сезон 2023-2024 підписав контракт із командою з Греції «АОНС Мілон».

## Досягнення

### Клубні
Україна 
- Чемпіон  України:  2016/2017.
- Фіналіст Кубка України: 2016/2017.
- Фіналіст Суперкубка України : 2016/2017.

Словенія
- Чемпіон Словенії:  2018/2019.
- Переможець Кубка Словенії:  2018/2019.
- Чемпіон Середньоєвропейська ліга : 2018/2019.
- Срібний призер Середньоєвропейська ліга :  2019/2020.

Туреччина
- Срібний призер Першої Турецької ліги : 2022/2023.

### У збірній
- Срібний призер Євро-2016 U20[8]: 2016.
- Срібний призер Євроліги (2): 2021, 2023.
- Бронзовий призер Кубка Претендентів: 2023.

### Індивідуальні
- MVP Кубка Словенії 2018/2019.